# Лаос на Паралимпийских играх
Лаос на Паралимпийских играх впервые принял участие в 2000 году на летних Играх в Сиднее, и с тех пор участвует на всех летних Играх (не участвовали в Играх 2004 года). На зимних Играх спортсмены Лаоса участия пока не принимали.
На настоящее время, спортсмены Лаоса завоевали на всех Играх в сумме 1 медаль, из них ни одной золотой.

## Медальный зачёт

### Медали летних Паралимпийских игр
| Игры                | Золото         | Серебро        | Бронза         | Всего          | Место          |
| ------------------- | -------------- | -------------- | -------------- | -------------- | -------------- |
| 2000 Сидней         | 0              | 0              | 0              | 0              | —              |
| 2004 Афины          | не участвовали | не участвовали | не участвовали | не участвовали | не участвовали |
| 2008 Пекин          | 0              | 0              | 1              | 1              | 69             |
| 2012 Лондон         | 0              | 0              | 0              | 0              | —              |
| 2016 Рио-де-Жанейро | 0              | 0              | 0              | 0              | —              |
| 2020 Токио          | 0              | 0              | 0              | 0              | —              |
| Итого               | 0              | 0              | 1              | 1              |                |